# Duma pro kazaka Golotu
Duma pro kazaka Golotu (Дума про казака Голоту) è un film del 1937 diretto da Igor' Andreevič Savčenko.